# José Tomás Varas
Tomás Varas (San Luis, ca. 1765 - íd., 1838) fue un militar y político argentino, primer gobernador de la provincia de San Luis.

## Biografía
Se incorporó a la milicia local en el año 1783, y fue en varios períodos el comandante de la compañía "de la nobleza" y Comandante de Armas interino. En 1806 era Comandante de Armas Interino, con la misión de reforzar el Fuerte San Lorenzo ante el ataque de los indígenas del cacique ranquel Curripilum. Reunió y costeó gran parte de los gastos del contingente puntano enviado para combatir contra las Invasiones Inglesas.
Durante la última década colonial formó parte del cabildo local. En 1810 organizó y costeó un contingente de 50 hombres para incorporarlos a la primera expedición auxiliadora al Alto Perú. Su porte obeso, los once hijos que debía mantener y los ahogos que sufría personalmente le impidieron ponerse al frente de ese contingente. No obstante, en julio de 1812 se ofreció como voluntario para contribuir a la formación del Regimiento de Granaderos a Caballo, comandando personalmente el contingente de ciento once voluntarios que entregó en Buenos Aires para su incorporación al Regimiento; entre ellos figuraban cuatro de los soldados muertos en el Combate de San Lorenzo y el sargento Juan Bautista Baigorria, que salvó en esa oportunidad la vida del después general José de San Martín.
Fue ascendido al grado de sargento mayor en 1818, y al año siguiente contribuyó a aplastar la sublevación de los prisioneros de San Luis. Tras ocupar varios cargos en el cabildo y ejercer varias veces como teniente de gobernador delegado del coronel Vicente Dupuy, fue elegido alcalde de primer voto para el año 1820. Cuando, el 1 de marzo de ese año, en medio de la anarquía del Año XX el cabildo declaró depuesto a Dupuy, asumió primeramente como cabildo gobernador, para después nombrar gobernador interino a Varas. Ejerció ese cargo hasta el día 23 de ese mismo mes, cuando el mismo cabildo nombró gobernador titular a José Santos Ortiz.
Un movimiento opositor a Ortiz, dirigido por Santiago Funes, exigió la reposición de Varas en el gobierno, por lo que, una vez vencido el alzamiento, Varas juzgó más prudente exiliarse en Mendoza. Dos años más tarde fue acusado de complotar para invadir San Luis desde Mendoza, por lo que regresó a su ciudad natal para probar su inocencia, lo que le valió un largo arresto y una condena a muerte, que fue conmutada por el destierro en Córdoba.
Regresó algún tiempo más tarde a San Luis, alejándose definitivamente de la política, y falleció en el año 1838.